# Kľačany
Kľačany és un poble i municipi d'Eslovàquia que es troba a la regió de Trnava, a l'oest del país.
La primera menció escrita de la vila Kelechnet es remunta al 1256.

## Demografia
| Godina             | 1994 | 2004   | 2014   | 2024   |
| ------------------ | ---- | ------ | ------ | ------ |
| Nombre de persones | 954  | 976    | 1064   | 1143   |
| Diferència         |      | +2,30% | +9,01% | +7,42% |

| Godina             | 2023 | 2024   |
| ------------------ | ---- | ------ |
| Nombre de persones | 1145 | 1143   |
| Diferència         |      | −0,17% |